# Blackdown (Dorset)
Blackdown – wieś w Anglii, w hrabstwie Dorset, w dystrykcie (unitary authority) Dorset. Leży 33 km na północny zachód od miasta Dorchester i 206 km na zachód od Londynu. W 2001 miejscowość liczyła 128 mieszkańców.